# Ciliata (rodzaj)
Ciliata – rodzaj morskich ryb z rodziny dorszowatych (Gadidae) charakteryzujących się obecnością pięciu lub więcej wąsików na pysku.

## Zasięg występowania
Północno-wschodni Ocean Atlantycki z wyjątkiem Ciliata tchangi zasiedlającego wody Oceanu Spokojnego w pobliżu wybrzeży Chin.

## Klasyfikacja
Gatunki zaliczane do tego rodzaju:
- Ciliata mustela – mostelka[3], mustelka[4], onos[3]
- Ciliata septentrionalis – motela brunatna[4]
- Ciliata tchangi